# إسحاق الحاجي
إسحاق الحاجي (بالفرنسية: Isaac Lihadji)‏ (مواليد 10 أبريل 2002) هو لاعب كرة قدم فرنسي يلعب في النادي العربي القطري كمهاجم.

## روابط خارجية
- إسحاق الحاجي على موقع إي إس بي إن إف سي (الإنجليزية)
- إسحاق الحاجي على موقع قاعدة بيانات كرة القدم.إي يو (الإنجليزية)
- إسحاق الحاجي على موقع ليكيب (الفرنسية)
- إسحاق الحاجي على موقع Soccerbase.com (لاعب) (الإنجليزية)
- إسحاق الحاجي على موقع Soccerway.com (الإنجليزية)
- إسحاق الحاجي على موقع عالم كرة القدم.نت (الإنجليزية)
- إسحاق الحاجي على موقع أوليمبيديا (الإنجليزية)
- إسحاق الحاجي على موقع AS.com (الإسبانية)